# San Rafael las Flores
San Rafael Las Flores (San Rafael: en honor a San Rafael Arcángel) es un municipio del departamento de Santa Rosa de la región sur-oriente de la República de Guatemala. Este municipio celebra su fiesta titular el 24 de octubre de cada año en honor a San Rafael Arcángel que es el patrón del municipio. Se caracteriza de poseer clima cálido de marzo a agosto presentando una temperatura máxima absoluta de 33⁰C,  de octubre a marzo se presenta una temperatura mínima absoluta de 5⁰C.

## Gobierno municipal
Los municipios se encuentran regulados en diversas leyes de la República, que establecen su forma de organización, lo relativo a la conformación de sus órganos administrativos, tributos destinados para los mismos; esta legislación se encuentra dispersa en diversos niveles.  Ahora bien, que exista legislación específica para los municipios no significa que a estos no les sean aplicables las normas contenidas en otros cuerpos normativos, pues aunque se trata de entidades autónomas, las mismas se encuentran sujetas, al igual que todas las entidades de tal naturaleza, a la legislación nacional.
Específicamente, las principales leyes que rigen a los municipios en Guatemala desde 1985 son:
| N.º | Ley                                                | Descripción |
| --- | -------------------------------------------------- | --- |
| 1   | Constitución Política de la República de Guatemala | Le son aplicables diversos artículos generales de la misma, y además tiene una regulación legal específica en los artículos 253 al 262, que constituyen su base constitucional.                                                                                            |
| 2   | Ley Electoral y de Partidos Políticos              | Ley de carácter constitucional creada por la Asamblea Nacional Constituyente que aplicable a los municipios en diversos aspectos pero fundamentalmente en el tema de la conformación de sus autoridades electas, puesto que regula la manera en que se eligen y conforman. |
| 3   | Código Municipal                                   | Decreto 12-2002 del Congreso de la República de Guatemala. Tiene la categoría de ley ordinaria y contiene preceptos generales aplicables a todos los municipios, e inclusive contiene legislación referente a la creación de los municipios.                               |
| 4   | Ley de Servicio Municipal                          | Decreto 1-87 del Congreso de la República de Guatemala. Regula las relaciones entra la municipalidad y los servidores públicos en materia laboral. Tiene su base constitucional en el artículo 262 de la constitución que ordena la emisión de la misma.                   |
| 5   | Ley General de Descentralización                   | Decreto 14-2002 del Congreso de la República de Guatemala. Regula el deber constitucional del Estado, y por ende del municipio, de promover y aplicar la descentralización y desconcentración económica y administrativa.                                                  |

El gobierno de los municipios de Guatemala está a cargo de un Concejo Municipal, de conformidad con el artículo 254 de la Constitución Política de la República de Guatemala, que establece que «el gobierno municipal será ejercido por un concejo municipal». A su vez, el código municipal —que tiene carácter de ley ordinaria y contiene disposiciones que se aplican a todos los municipios de Guatemala— establece en su artículo 9 que «el concejo municipal es el órgano colegiado superior de deliberación y de decisión de los asuntos municipales […] y tiene su sede en la circunscripción de la cabecera municipal». Por último, el artículo 33 del mencionado código establece que «[le] corresponde con exclusividad al concejo municipal el ejercicio del gobierno del municipio».
El concejo municipal se integra de conformidad con lo que establece la Constitución en su artículo 254, es decir «se integra con el alcalde, los síndicos y concejales, electos directamente por sufragio universal y secreto para un período de cuatro años, pudiendo ser reelectos». Al respecto, el código municipal en el artículo 9 establece «que se integra por el alcalde, los síndicos y los concejales, todos electos directa y popularmente en cada municipio de conformidad con la ley de la materia».
Los alcaldes que ha habido en el municipio son:
- 2012-2016: Leonel Morales[3]
- 2016-2020: Roberto de Jesús Pivaral y Pivaral

## Historia
El municipio fue creado el 2 de marzo de 1860 por el gobierno del general Rafael Carrera. Hasta entonces había formado parte del municipio de Mataquescuintla, y compartía terreno con el también nuevo municipio de San Carlos Alzatate; sin embargo debido a su gran extensión territorial los dos lugares se dividieron en dos municipios independientes de acuerdo a la demografía sus habitantes: los indígenas se quedaron en San Carlos Alzatate mientras los ladinos ocuparon el terreno del municipio de San Rafael, y se establecieron en el departamento de Santa Rosa.

## Economía
La economía del municipio se basa en la agricultura y el comercio de productos agrícolas y artesanales. Los principales cultivos incluyen cereales, pero se cosecha también frutas y verduras.

### Agricultura
Los principales cultivos incluyen el maíz, frijol, cebolla, y el café.
En el municipio existen muchos aserraderos y de allí se elaboran productos de pamela.

### Artesanía
Entre las actividades de artesanía que se realizan están la alfarería y la jarcia; también se elaboran petates de tule y materiales de construcción.

### Minería
La compañía Tahoe Resources Inc. explota la mina Escobal para la extracción de plata.